# Csoportelmélet
A matematikában, azon belül az absztrakt algebrában a csoportelmélet a csoport nevű algebrai struktúrával foglalkozik. A csoport fogalma központi szerepet játszik az absztrakt algebrában: más fontos algebrai struktúrák, mint a gyűrűk vagy a vektorterek, mind felfoghatóak műveletekkel és axiómákkal kiegészített csoportokként.
Különböző fizikai rendszerek, mint a kristályok vagy a hidrogénatom, modellezhetőek szimmetriacsoportokkal. Ezért a csoportelméletnek és az azzal közeli kapcsolatban álló ábrázoláselméletnek rengeteg alkalmazása van a fizikában és a kémiában.

## Történet
Tudománytörténeti szempontból a csoportelméletnek két fő ágát vagy irányát különböztethetjük meg: egy „elméletit” és egy „alkalmazottat”. A csoportfogalom felfedezése elsősorban „elméleti” okoknak, az algebrai egyenletek vizsgálatának köszönhető. Csoportok elméletének alapjait az 1830-as években rakta le Évariste Galois francia matematikus, és halála miatt 1846-ban publikálta Joseph Liouville.
Már Lagrange észrevette, hogy a gyökök permutálásának egymás utáni elvégzése ismét a gyökök egy permutációját eredményezi, sőt vannak az összes permutáción belül olyan még kisebb csoportok, melyek „együtt maradnak” (azaz a csoport elemeinek permutálása csoportbeli elemmel nem ad a csoporton kívüli elemet). Az erre irányuló vizsgálatokat Augustin Cauchy, Niels Henrik Abel és Évariste Galois folytatta. Így alakult ki az első fontos csoportelméleti fogalom, a permutációcsoport fogalma. Galois ezek segítségével oldott meg egy régi és nagyon nehéz problémát, az algebrai egyenletek gyökképlettel való megoldhatóságának problémáját. A „csoport” elnevezés is tőle származik.
A csoportaxiómáknak megfelelő tulajdonságok (kommutativitás, asszociativitás stb.) bevezetését az angol algebrai iskola már korábban megtette; erre alapozva Arthur Cayley vezette be a csoport absztrakt fogalmát, s ezzel a csoportelmélet meghaladta a puszta permutációcsoportok elméletét (lehetővé téve a másféle, igen fontos alkalmazásokat). Cayley nevéhez fűződik annak az egyszerű tételnek a bizonyítása, hogy „lényegében minden csoport egy permutációcsoport” (reprezentációs tétel). Ő vezette be a művelettábla (Cayley-tábla)), a Cayley-gráf és a hasonló, a szemléltetést könnyítő hasznos fogalmakat. Richard Dedekind kiterjesztette a csoport fogalmát kommutatív csoportokra is.
Az első komoly alkalmazások (már ha Galois eredményét szintén elméletinek tekintjük) Felix Klein (ld. erlangeni program) és Sophus Lie nevéhez fűződnek.
A csoportelméletnek ma különösen nagy szerepe van más tudományokban is:
a „kristályosodási csoportok” a kémiában és geológiában, bizonyos transzformációk szimmetriacsoportjai pedig az elméleti fizikában központi jelentőségűek.

## A csoport definíciói, alapfogalmak
A csoport olyan {\displaystyle (G,\cdot )} egyműveletes algebrai struktúra, ahol {\displaystyle G} tetszőleges nemüres halmaz, {\displaystyle \cdot } pedig bármely {\displaystyle G}-beli {\displaystyle (a,b)} elempárhoz az {\displaystyle a\cdot b\in G} elemet rendelő függvény, melyre teljesülnek az alábbi tulajdonságok (csoportaxiómák):
| A1). Bármely {\displaystyle a,b,c\in G} elemre {\displaystyle (a\cdot b)\cdot c=a\cdot (b\cdot c)}.                                                                        | (asszociativitás);         |
| A2). Létezik {\displaystyle G}-nek olyan {\displaystyle e} eleme, amelyre a következő teljesül bármely {\displaystyle a\in G} esetén: {\displaystyle e\cdot a=a\cdot e=a}. | (neutrális elem létezése); |
| A3). Bármely {\displaystyle a\in G} elemhez található olyan {\displaystyle a^{-1}\in G}, amelyre teljesül {\displaystyle a\cdot a^{-1}=a^{-1}\cdot a=e}.                   | (inverzelemek létezése).   |

Belátható, hogy bármely csoportban a neutrális elem egyértelmű, és minden elemnek pontosan egy inverze létezik.
A neutrális elemet az egyszerűség és a könnyebb szemléltethetőség kedvéért gyakran egységelemnek vagy nullelemnek nevezik.
Belátható, hogy egy {\displaystyle (G,\cdot )} algebrai struktúra akkor és csak akkor csoport, ha A1) mellett a következő  tulajdonság teljesül:
A2'). Tetszőleges {\displaystyle a,b\in G} esetén léteznek olyan {\displaystyle x,y\in G} elemek, melyekre {\displaystyle a\cdot x=b} és {\displaystyle y\cdot a=b} teljesül, más szavakkal az egyenletek megoldhatóak {\displaystyle G}-ben {\displaystyle x}-re és {\displaystyle y}-ra
T1. tétel: Bármely csoportban legfeljebb egy egységelem létezik, az egységelem egyértelmű.
Biz.: Legyen {\displaystyle e,f\in G} egységelem {\displaystyle G}-ben, ekkor tetszőleges {\displaystyle a\in G}-re {\displaystyle a\cdot e=e\cdot a=a} és {\displaystyle a\cdot f=f\cdot a=a} is teljesül A1) szerint. Ekkor persze {\displaystyle f}-re is teljesül az első egyenlőség miatt {\displaystyle f\cdot e=e\cdot f=f}, {\displaystyle e}-re pedig a második egyenlőség alapján {\displaystyle e\cdot f=f\cdot e=e}. Mivel az egyenlőség tranzitív reláció, {\displaystyle e\cdot f=f} és {\displaystyle e\cdot f=e} alapján {\displaystyle f=e}, azaz bármely két egységelem egyenlő, tehát tényleg nincs két különböző egységelem.
T2. következmény: Bármely {\displaystyle (G,\cdot )} csoportnak pontosan egy egységeleme van.
Biz.: A2) alapján létezik egységelem, T1) alapján pedig ha létezik, akkor pontosan egy létezik, ebből következően létezik is, és pontosan egy létezik.
Egy csoport rendjén elemeinek számát értjük, és {\displaystyle |G|}-vel jelöljük.

## Részcsoportok
Ha a {\displaystyle (G,*)} csoport egy {\displaystyle H} részhalmaza maga is csoportot alkot a {\displaystyle H\times H}-ra leszűkített {\displaystyle *} művelettel, akkor {\displaystyle (H,*')}-t a {\displaystyle (G,*)} részcsoportjának v. alcsoportjának nevezzük ({\displaystyle *':H\times H\to H} a {\displaystyle *} leszűkítése). A részcsoport jelölése: {\displaystyle H<G}. Részcsoportok metszete maga is részcsoport; részcsoportok uniója általában nem az.
Ha {\displaystyle H\neq G}, akkor {\displaystyle H}-t {\displaystyle G} valódi részcsoportjának nevezzük.
Megjegyzések:
- {\displaystyle H} nem lehet üres, hiszen legalább az egységelemet tartalmazza.
- Amennyiben {\displaystyle G} véges, {\displaystyle H} rendje osztja {\displaystyle G} rendjét (Lagrange tétele).

## Mellékosztályok
Legyen {\displaystyle H<G} és {\displaystyle x\in G}. Ekkor
- az {\displaystyle xH=\{xa|a\in H\}\subseteq G} halmazt {\displaystyle H} {\displaystyle x} szerinti bal oldali mellékosztályának, illetve
- a {\displaystyle Hx=\{ax|a\in H\}\subseteq G} halmazt {\displaystyle H} {\displaystyle x} szerinti jobb oldali mellékosztályának nevezzük.

Megjegyzések:
- Általános esetben a bal és jobb oldali mellékosztályok különböznek.
- Két bal oldali (ill. jobb oldali) mellékosztály vagy megegyezik, vagy nincs közös elemük, és a bal oldali (ill. jobb oldali) mellékosztályok lefedik a teljes {\displaystyle G}-t (azaz uniójuk előállítja {\displaystyle G}-t).
- Az egyes mellékosztályok számossága megegyezik (megegyezik tehát {\displaystyle H} rendjével).

## Lagrange tétele
Az előző szakasz megjegyzései alapján: véges csoport tetszőleges részcsoportjához tartozó mellékosztályok száma (amit a részcsoport indexének nevezünk és így jelölünk: {\displaystyle |G:H|} ) osztója a csoport rendjének. {\displaystyle H} rendje maga is osztója {\displaystyle G} rendjének, és
{\displaystyle |G:H|\cdot |H|=|G|}. Ez Lagrange tétele.

## Normálosztó, faktorcsoport
Egy G csoport N részcsoportja normálosztó ha jobb oldali és bal oldali mellékosztályai megegyeznek, azaz G minden g elemére {\displaystyle g^{-1}Ng\subseteq N} teljesül. Jelben {\displaystyle N\triangleleft G}.
Mellékosztályok szorzatát definiálhatjuk mint az elemeik páronkénti szorzatának halmazát, azaz {\displaystyle N_{1}\triangleleft G} és {\displaystyle N_{2}\triangleleft G} esetén {\displaystyle N_{1}\cdot N_{2}:=\{n_{1}\cdot n_{2}|n_{1}\in {N_{1}}\wedge n_{2}\in {N_{2}}\}}, amelyről megmutatható, hogy mindig maga is mellékosztály.
Az N mellékosztályai által e művelettel alkotott csoportot faktorcsoportnak nevezzük és G/N-nel jelöljük.

## Homomorfizmus és izomorfizmus. Homomorfizmus-tétel
Legyen {\displaystyle (G,\cdot )} és {\displaystyle (H,*)} két csoport és legyen {\displaystyle \phi :G\to H} olyan leképezés, hogy tetszőleges {\displaystyle g,h\in G} elemekre {\displaystyle \phi (g\cdot h)=\phi (g)*\phi (h)}. Az ilyen {\displaystyle \phi } leképezést csoporthomomorfizmusnak (vagy egyértelmű esetekben egyszerűen homomorfizmusnak) nevezzük.
Speciálisan, ha {\displaystyle \phi } bijektív, akkor a homomorfizmust izomorfizmusnak hívjuk, és azt mondjuk, hogy {\displaystyle G} és {\displaystyle H} izomorf csoportok.
Ha {\displaystyle G=H}, azaz {\displaystyle \phi } egy {\displaystyle G}-t önmagába képező izomorfizmus, akkor speciálisan azt mondjuk, hogy {\displaystyle \phi } a {\displaystyle G} csoport automorfizmusa. Tetszőleges {\displaystyle G} csoport automorfizmusai csoportot alkotnak a függvénykompozícióra, mint műveletre nézve. Ennek a csoportnak a jele {\displaystyle Aut(G)}, egységeleme az identikus leképezés.
Legyen {\displaystyle \phi :G\to H} homomorfizmus. Azoknak a {\displaystyle g\in G} elemeknek a halmazát, amelyekre {\displaystyle \phi (g)=1}, a {\displaystyle \phi } homomorfizmus magjának nevezzük és {\displaystyle \ker \phi }-vel jelöljük. {\displaystyle \ker \phi } elemei csoportot alkotnak, méghozzá {\displaystyle \ker \phi } normálosztó {\displaystyle G}-ben.
A {\displaystyle G/\ker \phi } faktorcsoport izomorf {\displaystyle \phi (G)}-vel. Ez az állítás homomorfizmus-tétel néven ismert.

## Centrum, centralizátor
Legyen {\displaystyle G} tetszőleges csoport. Azoknak a {\displaystyle g} elemeknek a halmazát, amelyekre igaz az, hogy {\displaystyle gx=xg} minden {\displaystyle x\in G}-re, {\displaystyle G} centrumának nevezzük és (a német Zentrum szóból eredően, hagyományosan) {\displaystyle Z(G)}-vel jelöljük. {\displaystyle Z(G)} sohasem üres halmaz, mert {\displaystyle 1\in Z(G)}, {\displaystyle Z(G)} elemei csoportot alkotnak, mi több {\displaystyle Z(G)\triangleleft G}. {\displaystyle G} akkor és csak akkor kommutatív, ha {\displaystyle G=Z(G)}.
Legyen {\displaystyle a\in G}. Azoknak az {\displaystyle x\in G} csoportelemeknek a halmazát, amelyekre igaz az, hogy {\displaystyle ax=xa}, {\displaystyle a} centralizátorának nevezzük és {\displaystyle C(a)}-val jelöljük. {\displaystyle C(a)} sohasem üres halmaz, mert {\displaystyle 1\in C(a)}, sőt {\displaystyle C(a)} csoport. {\displaystyle C(a)} az a – tartalmazást tekintve – legbővebb csoport, amelyben {\displaystyle a} még centrumelem; {\displaystyle a\in Z(G)} ⇔ {\displaystyle C(a)=G}. {\displaystyle Z(G)} az összes elem centralizátorának a metszete.

## Konjugálás, konjugáltosztályok, osztályegyenlet
Legyen {\displaystyle (G,*)} csoport. Egy {\displaystyle a\in G} csoportelemnek egy {\displaystyle x\in G} csoportelemmel vett konjugáltját az {\displaystyle a^{x}=x^{-1}ax} kifejezéssel definiáljuk.
Megjegyzések:
- A fönti definícióval {\displaystyle (ab)^{x}=a^{x}b^{x}}, {\displaystyle (a^{x})^{y}=a^{xy}}, {\displaystyle e^{x}=e} és {\displaystyle a^{e}=a} ({\displaystyle e} a {\displaystyle G} egységeleme, {\displaystyle a,b,x,y\in G} tetszőlegesek).
- Egyes szerzők a konjugáltat az {\displaystyle xax^{-1}} kifejezéssel definiálják (akkor az előző megjegyzés 2. egyenlete helyett az {\displaystyle (a^{x})^{y}=a^{yx}} teljesül), illetve az {\displaystyle {\tilde {a}}} jelölést is használják (amiből nem derül ki, hogy melyik elemmel konjugáltak).

Vezessük be {\displaystyle G} elemei között a {\displaystyle \sim } relációt a következőképpen: az {\displaystyle a,b\in G} csoportelemekre {\displaystyle a\sim b\iff \exists x\in G:a^{x}=b}. Könnyen belátható, hogy {\displaystyle \sim \subseteq G\times G} ekvivalenciareláció, tehát {\displaystyle \sim } szerint {\displaystyle G} diszjunkt elemosztályokra bontható, amelyeket konjugáltosztályoknak nevezünk. Két csoportelem pontosan akkor van ugyanabban a konjugáltosztályban, ha azok egymás konjugáltjaiként előállíthatók.
A konjugáltosztályok általában nem részcsoportok. Egy részcsoport éppen akkor normálosztó, ha előáll teljes konjugáltosztályok uniójaként. Speciálisan a csoport centruma épp az egyelemű konjugáltosztályok uniója.
Az {\displaystyle a}-t tartalmazó konjugáltosztály rendje megegyezik {\displaystyle C(a)} indexével. Ezért véges csoportban a konjugáltoszályok rendje osztója a csoport rendjének. Jelölje {\displaystyle K_{1},K_{2},...,K_{n}} a {\displaystyle G} csoport egynél több elemű konjugáltosztályait. Mivel a konjugáltosztályok {\displaystyle G}-nek partícióját alkotják, felírható az alábbi, osztályegyenletnek nevezett egyenlőség:
Itt jobb oldalon minden tag osztója {\displaystyle G} rendjének.
Megjegyzés. Az osztályegyenletből egyszerű számolással következik, hogy ha {\displaystyle |G|=p^{n}}, ahol {\displaystyle p} prím, akkor {\displaystyle Z(G)} nem egyelemű. Valóban, a {\displaystyle K_{i}}-k mind oszthatók {\displaystyle p}-vel, csakúgy mint {\displaystyle |G|}, ezért {\displaystyle Z(G)} is osztható {\displaystyle p}-vel.

## Abel-csoportok. Bázis
Abel-csoportnak a kommutatív csoportokat nevezzük. Ilyenek például az egy elem hatványaiból álló ciklikus csoportok. Ezekből direkt szorzással újabb Abel-csoportokat kapunk.
Ha Abel-csoportokról van szó, akkor az asszociatív műveletet sokszor összeadásnak hívják, és additív jelölést használnak.
További példák Abel-csoportokra:
- additív:
  - egész számok
  - racionális számok
  - valós számok
  - komplex számok
  - kvaterniók
  - egy adott n-nel osztható egész számok
  - egy {\displaystyle \alpha } számra az {\displaystyle \alpha } szám egész számszorosai
- multiplikatív:
  - racionális számok a 0 nélkül
  - valós számok a 0 kivételével
  - komplex számok a 0 nélkül

### Véges Abel-csoportok alaptétele (VAT)
Egy véges Abel-csoport prímhatványrendű ciklikus csoportok direkt szorzatával izomorf. A prímhatvány rendek és a tényezők multiplicitása egyértelműen meghatározottak.

## Egyszerű csoportok
Egy csoport egyszerű, ha csak triviális normálosztója van
(az egész csoport és az egységelemből álló csoport). Szokás szerint nem számítjuk az egyszerű csoportok közé a kommutatívakat, tehát az egyelemű, illetve prímrendű ciklikus csoportokat.
A csoportelmélet egyik nevezetes problémája a véges egyszerű csoportok leírása,
azzal a (kissé leegyszerűsített) meggondolással, hogy a véges csoportok amúgy is egyszerű csoportokból, csoportbővítéssel, állnak elő, ezért bármilyen probléma megoldható, ha megoldjuk véges egyszerű csoportokra és leírjuk a bővítéseken való viselkedését.
A véges egyszerű csoportok leírása a matematika leghosszabb bizonyítása, sokáig kb 10.000 oldal volt, de 1982-ben sikerült lerövidíteni a bizonyítást kb. 5000 oldalra. Sok matematikus dolgozott rajta sok évig, és ez a bizonyítás nem egy könyvben van leírva, hanem rengeteg egymásra hivatkozó cikk formájában matematikai folyóiratokban, amit lehetetlen teljes egészében áttekinteni, és többen kételkednek a „bizonyítás” bizonyítás voltában az olyan jellegű kereszthivatkozások miatt, hogy: „amennyiben igaz az A tétel, akkor abból következik, hogy…”.

## Sylow-csoportok
Legyen p prím. A P részcsoport p-Sylow-csoport, ha rendje {\displaystyle p^{h}}, ahol {\displaystyle p^{h+1}} nem osztója a G csoport rendjének.
A Sylow-csoportokról szólnak a Sylow-tételek.
I. Tétel – Legyen a G véges csoport rendje n=m*p^h, ahol p prím, h>=1, p nem osztója m-nek. Ekkor minden k<=h van G-nek p^k rendű részcsoportja, amit normálosztóként tartalmaz egy p^(k+1) rendű részcsoport.
Meg kell még említeni a Cauchy-tételt, amit egyes felépítésekben lemmaként használnak a tételhez, míg más felépítésekben következményként adódik.
Tétel – minden olyan p prímre, amely osztja a G csoport rendjét, van p rendű elem G-ben.
II. Tétel – Adott p prímre, amely osztója a G csoport rendjének, G összes P-Sylowja konjugált. Sőt, az összes p^k rendű részcsoport konjugált egymással, ahol 1<=k<=h
Következmény – G összes P-Sylowja izomorf
Következmény – a p-Sylowok száma osztója m-nek
III. Tétel – A p-Sylowok száma p-vel osztva 1-et ad maradékul.
Számos alkalmazásuk van, erős eszközt adnak.

## Normállánc
Egy G csoport normálláncának azokat a G részcsoportjaiból alkotott sorozatokat nevezzük, ahol minden egyes tag valódi normálosztója az előzőnek.
{\displaystyle G=N_{0}\triangleright N_{1}\triangleright N_{2}\triangleright \dots \triangleright N_{r}=1}.
Itt r akár 0 is lehet.
A normállánc faktorai az {\displaystyle N_{i}}/{\displaystyle N_{i+1}} faktorcsoportok. Két normállánc izomorf, ha faktoraik ugyanazok.
Az {\displaystyle L_{1}} lánc az L finomítása, ha L összes elemét tartalmazza, és hosszabb.
A normállánc kompozíciólánc, ha tovább nem finomítható. Nem minden csoportnak van ilyen, de a végeseknek van.
Honnan ismerjük fel, hogy valóban kompozícióláncot kaptunk?
Állítás – Egy normállánc akkor és csak akkor kompozíciólánc, ha minden faktora egyszerű csoport.
Véges csoportokra van még a Jordan–Hölder-tétel a kompozícióláncokról
Tétel – Véges csoport bármely két kompozíciólánca izomorf.

## Feloldható csoportok
A G csoportot feloldhatónak nevezzük, ha van olyan normállánca, amelynek minden faktora Abel-csoport.
Feloldható csoport minden részcsoportja és faktorcsoportja is feloldható.
Legyen H G-nek normális részcsoportja. Ha G/H és H feloldható csoportok, akkor G is feloldható.
Példák:
- Sn akkor és csak akkor feloldható, ha n<5.
- Speciálisan, S4 negyedfokú szimmetrikus csoport feloldható.
- Minden Abel-csoport feloldható.

## Nilpotens csoportok
A G csoport egy normálláncát centrálláncnak nevezünk, ha a normállánc minden eleme normálosztó a teljes csoportban, és a normállánc szomszédos elemeinek faktorcsoportja részcsoportja G centrumának. G-t nilpotensnek nevezünk, ha létezik véges centrállánca. A definícióból azonnal következik, hogy a nilpotens csoportok feloldhatóak.
Ha G nilpotens, akkor minden centrálláncának ugyanaz a hossza. Ezt a közös hosszúságot G nilpotenciaosztályának nevezzük. Minden Abel-csoport nilpotens, és nilpotenciaosztálya 1. További, kevésbé triviális példák a nilpotens csoportokra a p-csoportok. Minden véges csoport Frattini-részcsoportja is nilpotens.

## Szabad csoportok
Legyen X adott halmaz. Képezzük X elemeinek formális inverzét, ezek alkotják az X^-1 halmazt. Az X fölötti szabad csoport azokból a szavakból áll, amelyeket X és X^-1 elemeiből képezhetünk. Egyenlőnek tekintjük azokat a szavakat, amelyek xx^-1 és x^-1x alakú szavak beírásával és törlésével egymásba alakíthatók.
Állítás – ha két szó egymásba alakítható, akkor elég törölni az xx^-1 és x^-1x-eket.
A szabad csoport művelete a konkatenáció, vagyis a szavak egymás után írása. A csoport egységeleme az üres szó, amit sokszor 1 -gyel jelölnek. Egy szó inverzében ugyanazok a betűk szerepelnek, mint az adott szóban, csak megfordítva és invertálva. Belátható, hogy a csoportaxiómák teljesülnek.

## Permutációcsoport
Az {\displaystyle S_{n}} részcsoportjait valamilyen n pozitív egészre permutációcsoportoknak nevezzük.
Cayley tétele szerint minden véges csoport reprezentálható permutációcsoportként.
Reguláris reprezentáció: feleltessük meg h eleme G-nek a következő permutációt:
{\displaystyle f_{h}={\begin{pmatrix}1&g_{2}&g_{3}&\ldots &g_{n}\\h&hg_{2}&hg_{3}&\ldots &hg_{n}\end{pmatrix}}.\ },
ahol {\displaystyle 1,g_{2},g_{3},\dots ,g_{n}} a G csoport összes eleme felsorolva.
Példák permutációcsoportokra: különféle alakzatok szimmetriái: sokszögek, kocka,…

### Orbit és stabilizátor
Legyen most G permutációcsoport {\displaystyle \Omega } fölött.
{\displaystyle \Omega } egy x elemének orbitja, más néven pályája azokat az {\displaystyle \Omega } -beli elemeket tartalmazza, amelyekbe átvihető valamely g eleme G vel. x stabilizátora  azokból a g eleme G -kből áll, amik x -et fixen hagyják. Ez részcsoport G-ben.
Tétel – Orbit-stabilizátor tétel: x orbitjának elemszáma egyenlő x stabilizátorának indexével G -ben. (Következésképpen az orbitok elemszáma osztja a csoport rendjét.)
A G csoport tranzitív, ha {\displaystyle \Omega } bármely két i,j eleméhez van g eleme G, ami átviszi i-t j -be. G n-szeresen tranzitív, ha bárhogy is írunk elő két n – est {\displaystyle \Omega } elemei közül, akkor van g eleme G, ami átviszi az első n -est a másodikba. Ha G tranzitív, akkor {\displaystyle \Omega } valamennyi eleme egyetlen orbithoz tartozik.
Példa – kocka szimmetriacsoportja
Legyen A a kocka egyik csúcsa. Átvihető a szomszédos csúcsokba forgatással vagy élsíkra tükrözéssel. Több lépésben akárhova. Orbitja az összes csúcs, ez 8 elem. Stabilizátorának rendjét 8-cal szorozva a kocka szimmetriacsoportjának rendjét kapjuk.

### Hatás
Legyen G csoport. G hat az X halmazon, ha teljesülnek a következők:
- ha g elemeG, x eleme X, akkor gx eleme X,
- gh*x=g*(h*x)
- 1 egységeleme G-nek, 1*x=x

Példák
- a G csoport hat önmagán balról vagy jobbról szorzással
- a G csoport hat önmagán konjugálással
- a kocka permutációcsoportja hat a kocka élein, lapjain